# Шулия
Шулия — река в России, протекает по территории Дюртюлинского, Бураевского и Калтасинского районов Республики Башкортостан. Устье реки находится в 57 км по левому берегу Быстрого Таныпа. Длина реки — 31 км, площадь её водосборного бассейна — 118 км².
Шулия протекает через населенные пункты: Челкаково, Хазиево, Тугаряково, Новоалтыбаево, Старокурзя, Саит-Курзя.

## Данные водного реестра
По данным государственного водного реестра России относится к Камскому бассейновому округу, водохозяйственный участок реки — Белая от города Бирск и до устья, речной подбассейн реки — Белая. Речной бассейн реки — Кама.